# Har Asa
Har Asa (hebreiska: הר אסא) är ett berg i Israel.   Det ligger i distriktet Södra distriktet, i den södra delen av landet. Toppen på Har Asa är 539 meter över havet, eller 58 meter över den omgivande terrängen. Bredden vid basen är 0,56 km.
Terrängen runt Har Asa är huvudsakligen kuperad, men österut är den platt.Runt Har Asa är det ganska glesbefolkat, med 42 invånare per kvadratkilometer. Närmaste större samhälle är Eilat, 4,1 km öster om Har Asa. Trakten runt Har Asa är ofruktbar med lite eller ingen växtlighet.